# Romy Schneider
Romy Schneider (Viena, 23 de setembre de 1938 - París, 29 de maig de 1982) fou una actriu austríaca, encara que també tenia la ciutadania francesa i alemanya. Va realitzar una interessant carrera artística i va rebre dues vegades el premi César a la millor actriu.

## Biografia

### Infantesa
Els seus pares eren Wolf Albach-Retty, actor i després advocat austríac, i Magda Schneider, actriu alemanya, que va treballar amb ella en algunes pel·lícules. L'octubre de 1938, la família Albach va sortir de la capital austríaca i es va mudar a la casa Mariengrund de Schönau, a Baviera, prop de Berchtesgaden, en els Alps, per escapar una mica de la invasió de Hitler. L'àvia, Maria Schneider, es feia càrrec de Romy i el seu germà quan la seva mare estava de rodatge. El niu d'àguila de Hitler està situat a tan sols 20 km de la casa de la família. Romy va freqüentar amb la seva mare el cercle íntim de d'Adolf Hitler, ja que Magda Schneider era amiga de Martin Bormann, i així Romy Schneider jugà amb els seus nens.
El 1943, Wolf se separa de Magda Schneider per anar amb l'actriu Trude Marlen. Un any més tard, es concedeix el divorci. Romy se centra més en la seva mare, a la qual admira profundament, i en el seu germà.
Va entrar a l'escola primària a Berchtesgaden el 1944. El 1945, entra al pensionat de Goldenstein, prop de Salzburg, a la qual va anar fins a 1953. La seva mare va tornar a casar-se el 1953 amb Hans-Herbert Blatzheim. Romy, que tenia una mà ferma, seguiria un camí cap al dibuix artístic i pintura en fusta i vidre perquè volia ser dissenyadora de moda. La seva mare, amb ganes de complir els seus desitjos, la inscriu a l'Escola de Belles Arts de Colonya.

### Debut a l'escenari

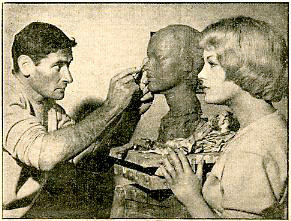
El 1959, Romy Schneider fent de model per a Marcel Mayer

En aquest moment, el productor Kurt Ulrich busca una noia per interpretar el paper de la filla de Magda Schneider, en Liles blanques. Magda proposa Romy, que passa de manera brillant els assaigs i obté, així, la seva primera aparició cinematogràfica als 15 anys sota el nom d'Albach Romy Schneider. La pel·lícula va ser un èxit immediat i en les següents aparicions ja optaria pel nom de Romy Schneider.
Més tard, amb Somnis de circ, va començar a guanyar popularitat entre el públic juvenil. Al director Ernst Marischka no li va passar per alt el ganxo de Romy i, captivat per l'elegància dels seus moviments, va pensar que s'ajustava perfectament per encarnar Victòria d'Anglaterra en La joventut d'una reina.

#### La llegenda deSissí[calcitació]
Des que va treballar amb Romy, Ernst Marischka va tenir el projecte de dur a la pantalla la història novel·lada d'Elisabet de Baviera. Mai va ser indiferent al gran encant de l'emperadriu, que és una de les figures més fascinants de finals del segle xix, però també la que els austríacs recorden amb més nostàlgia. Marischka ja havia intentat popularitzar Sissí el 1932, amb una opereta amb Paul Wessely de protagonista. Per a ell, l'existència real d'Elisabet comporta massa turments i decideix només mantenir el passat gloriós i feliç de l'emperadriu. Així doncs, es mantindran només els esdeveniments i els moments romàntics de gran emoció i s'eliminaran totes les tragèdies doloroses de la seva vida. No escatimarà res perquè l'espectador s'endinsi realment en l'època de Sissí. Romy, notablement secundada per la seva mare, en el paper de la duquessa Ludovica, mare de l'emperadriu, estava disposada a seguir el director. Karl-Heinz Böhm fou triat per a interpretar el jove emperador Francesc Josep.
En la seva presentació, Sissí provoca el deliri a Àustria i Alemanya, els ingressos superen els d'Allò que el vent s'endugué. A la resta d'Europa, els ingressos dels cinemes superen molts dels registres anteriors. Romy Schneider va esdevenir un rostre molt popular, ja que va aparèixer en revistes infantils, cromos, llibres i, fins i tot, va servir de model a alguna col·lecció de nines.
Marischka va decidir repetir la gesta amb un segon episodi: Sissí, emperadriu, que tenia un pressupost i unes expectatives semblants al primer capítol. A Romy, no li agradava fer una segona pel·lícula i també estava en contra d'aquesta figura idealitzada i tots els inconvenients que imposava (com per exemple utilitzar una perruca, que pesava 2,5 kg. i que li feia mal de cap). Però el director i els coordinadors de la sèrie es van negar a considerar les seves observacions.
La segona Sissí va tenir una acollida similar a la primera. Milers de nenes de tot Europa van adoptar l'estil "princesa", és a dir, el pèl llarg i arrissat, cintura de vespa i faldilles amples. Més tard, Romy va dir: "No m'agrada aquesta imatge de Sissí.
El 1953, Magda havia decidit donar suport a la incipient carrera de la seva filla, que imposarà sovint els directors amb els quals treballaria la seva filla. D'aquesta manera, no va voler signar el contracte que Kirk Douglas li va oferir el 1957. La jove actriu es rebel·là i a partir d'aquell moment decideix triar els seus propis papers. El 1956, va sortir breument amb Toni Sailer, el triple campió del món d'esquí alpí. Entre 1956 i 1957, mantingué una relació amb l'actor Horst Buchholz.
El 1958 és un any important en la vida de l'actriu: Pierre Gaspard-Huit li va oferir el paper principal de Christine, una nova versió de Liebelei de Max Ophüls, en què la seva mare havia tingut el paper principal. Durant el rodatge, ella s'enamora del seu company, Alain Delon, i celebren el seu compromís formal el 22 de març de 1959 davant la premsa internacional. Romy es trasllada a París a viure amb Alain.
Mentrestant, l'actriu va tenir temps de protagonitzar altres cintes igualment de tall romàntic, però per al públic Romy era Sissí, i no semblava que fos acceptada fàcilment en cap altre paper. Va ser per això que donava la sensació que ella no havia de superar la celebritat que havia assolit amb aquest personatge. Encara que Romy va demostrar que tenia intel·ligència i talent com per fer interpretacions molt més interessants.

### El naixement d'una estrella
Romy va refinar els seus trets i utilitzà la seva pròpia maduresa per explotar un altre tipus de bellesa, més enigmàtica i atractiva.
El 1963, va rebre l'Étoile de cristal de l'Académie du cinéma per la seva actuació en Le Procès. La Columbia li va oferir llavors un contracte de set anys, i Romy es va traslladar temporalment als Estats Units. El 1963, després de cinc anys de passió tempestuosa, Alain Delon la deixa per Nathalie, embarassada del seu fill Anthony.

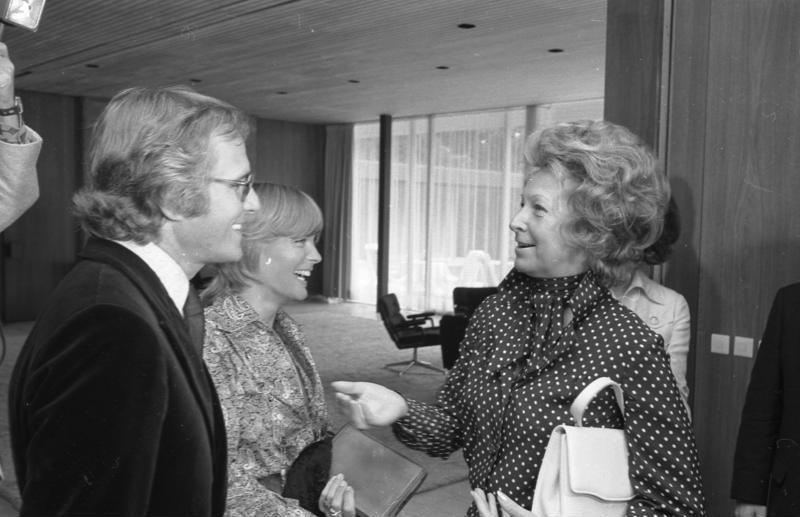
Harry Meyen, Romy, Rut Brandt.

El juny de 1964, Romy obté la Victoire du Cinéma Français, guardonant-la com la millor actriu estrangera de l'any. L'1 d'abril de 1965, en l'obertura del restaurant Blatzheim a l'Europa-Center del Berlín oest, va conèixer l'actor i director de teatre berlinès, Harry Meyen. Es van casar el 15 de juliol de 1966 a Saint-Jean-Cap-Ferrat -Romy ja estava embarassada de cinc mesos- i s'instal·laren a Berlín. El 3 de desembre, va donar a llum el seu primer fill, David Christopher Meyen.

### La tragèdia de Romy Schneider
El 1967 mor el seu pare a Viena. El 1972 es va separar del seu marit, Harry Meyen. Tres anys després, es va casar amb el seu secretari Daniel Biasini. Després de perdre el primer fill nascut d'aquesta unió el 1976, Romy va donar a llum prematurament una filla, Sarah Magdalena Biasini, el 1977 a Gassin, al Var. El 1979, el seu exmarit Harry Meyen posa fi als seus dies a Hamburg; molt afectada, Romy torna d'Acapulco per anar a l'enterrament.

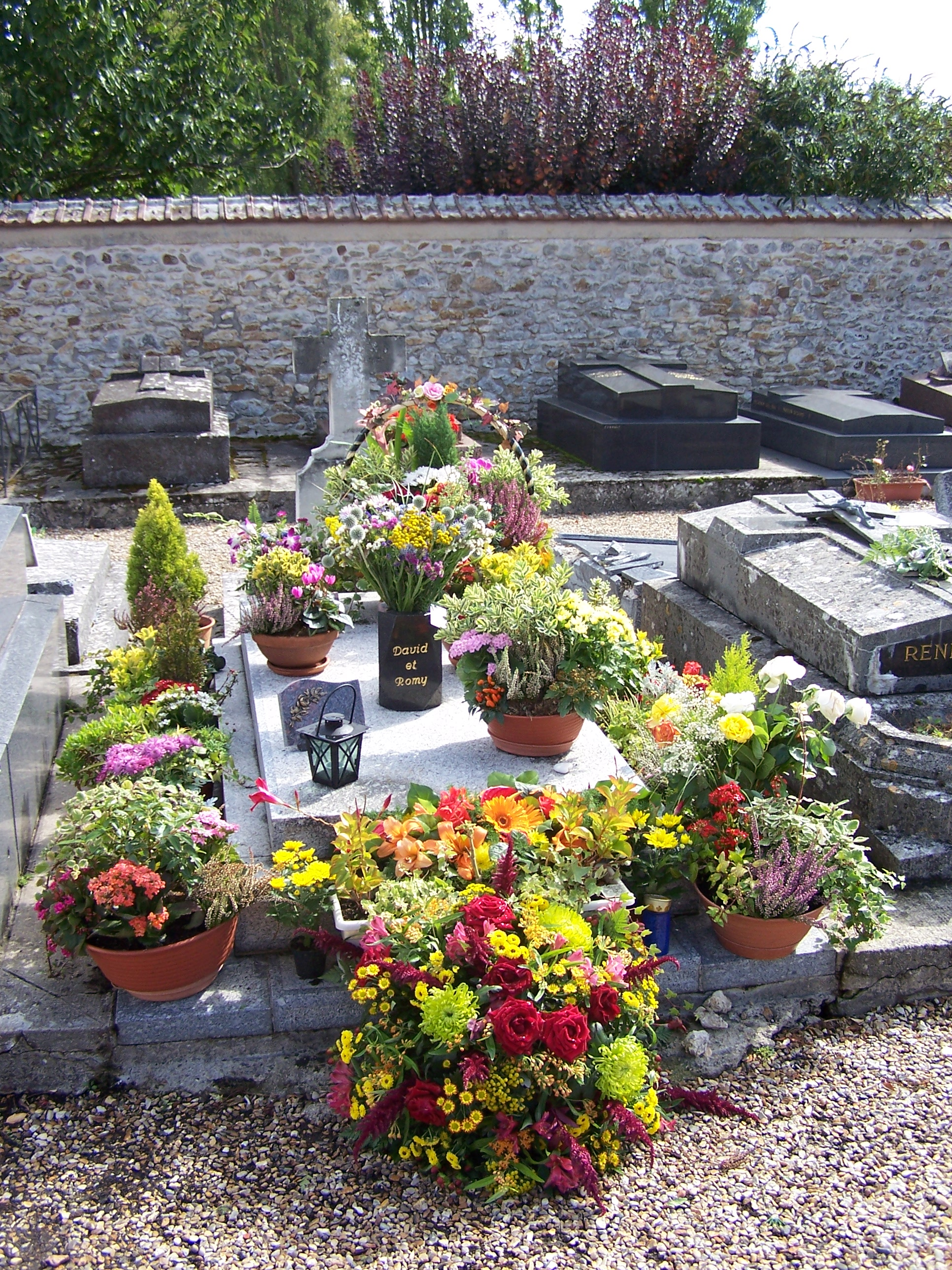
Tomba a Boissy-sans-Avoir (Yvelines).

El febrer de 1981 es va sotmetre a l'extirpació d'un ronyó. Poc després, coneix el productor Laurent Pétin amb qui va passar els últims mesos de la seva vida.
El 5 de juliol de 1981, el seu fill David va anar a passar el diumenge amb els avis paterns a Saint Germain-en-Laye. A la tarda, en tornar a casa, la porta de dos metres d'alt era tancada. David pujà per la paret per escalar, com era el seu costum, però va perdre l'equilibri, va caure i es va clavar les puntes de metall a la panxa. Va morir a la mateixa nit a l'hospital. Tenia catorze anys.
El 29 de maig de 1982, Romy Schneider fou trobada morta al seu apartament de París. No se li va practicar cap autòpsia i, per tant, no se sap la causa de la seva mort. Va ser enterrada al cementiri de Boissy-sans-Avoir, a 50 km de París, amb el seu fill. A qui fou, segons ell, l'amor més gran de la seva vida, Alain Delon, present, va escriure en un tros de paper: «Mai has estat tan bella. Ja veus, he après algunes paraules en alemany per a tu: "Ich liebe dich, meine Liebe." (T'estimo, amor meu)».
El 2008, l'Acadèmia de Césars li va atorgar un premi de la memòria en ocasió del seu 70è aniversari. Alain Delon, que va venir a buscar el guardó a l'escenari, va demanar al mateix temps una gran ovació en el seu honor.

## Filmografia
La carrera de Romy Schneider reflecteix dues direccions diferents: la primera és la dels primers anys marcats per la influència de la seva mare, Magda, que la va imposar com la jove heroïna típica alemanya, fresca i tumultuosa, en les pel·lícules d'ambient bucòlic i romàntic (l'era de Sissí). La segona, més fosca i complexa, és un punt d'inflexió, amb les seves interpretacions en Le Procès d'Orson Welles i La piscina de Jacques Deray. Aquest últim període és el resultat de la col·laboració, de vegades complicada, amb molts cineastes tan exigents com Alain Cavalier, Joseph Losey, Claude Sautet, Luchino Visconti, Andrzej Zulawski, Bertrand Tavernier o Costa-Gavras. Es va convertir en una estrella internacional extremadament prolífica, adorada a França i a Alemanya, Romy Schneider va donar la imatge d'una dona lliure que es va dedicar en cos i ànima als seus papers.
Durant la seva carrera, Romy Schneider va rebre dos premis César a la millor actriu: el primer, el 1974 per L'important c'est d'aimer d'Andrzej Zulawski, i el segon el 1978 per Une histoire simple de Claude Sautet.
- 1953: Liles blanques de Hans Deppe.
- 1954: La joventut d'una reina d'Ernst Marischka.
- 1955: Sissí d'Ernst Marischka.
- 1956: Sissí, emperadriu d'Ernst Marischka.
- 1957: El destí de Sissí d'Ernst Marischka.
- 1958: Christine de Pierre Gaspard-Huit.
- 1958: Les noies d'uniforme (Mädchen in Uniform).
- 1959: La fornera i l'emperador d'Axel von Ambesser.
- 1961: Boccaccio '70 de Luchino Visconti.
- 1962: Le Procès d'Orson Welles.
- 1962: Els vencedors de Carl Foreman.
- 1963: El cardenal d'Otto Preminger.
- 1964: Presta'm el teu marit de David Swift.
- 1965: Com va això, gateta? de Clive Donner.
- 1966: La lladre de Jean Chapot.
- 1966: Triple joc (Triple Cross) de Terence Young.
- 1968: La piscina de Jacques Deray.
- 1968: Otley.
- 1970: Les coses de la vida de Claude Sautet.
- 1970: El meu fill, el meu amor de John Newland.
- 1971: Max i els traficants de ferralla de Claude Sautet.
- 1971: L'assassinat de Trotsky de Joseph Losey.
- 1972: Lluís II de Baviera (Ludwig) de Luchino Visconti.
- 1973: El tren de Pierre Granier-Deferre.
- 1974: L'important és estimar d'Andrzej Zulawski.
- 1974: Les Innocents aux mains sales de Claude Chabrol.
- 1974: El trio infernal de Francis Girod.
- 1975: El vell fusell.
- 1976: Una dona a la finestra de Pierre Granier-Deferre.
- 1978: Una vida de dona de Claude Sautet.
- 1979: Llaços de sang (Bloodline), de Terence Young.
- 1979: Una dona singular (Clair de femme), de Costa-Gavras.
- 1979: La mort en directe de Bertrand Tavernier.
- 1980: La banquera de Francis Girod.
- 1981: Fantasma d'amor de Dino Risi.
- 1982: Testimoni de dona (La Passante du Sans-Souci) de J. Rouffio.